# Needles and Pins
Needles and Pins (deutsch: Nadeln und Stifte) ist ein Beatsong, der den amerikanischen Songschreibern Jack Nitzsche und Sonny Bono zugeschrieben wird. Jackie DeShannon nahm ihn 1963 auf, und eine bekannte Version folgte 1964 von The Searchers. 
Weitere Versionen stammen von Love And Tears (1972), Smokie (1977), den Ramones (1978), Del Shannon, Gene Clark und Tom Petty & the Heartbreakers mit Stevie Nicks (1985).

## Liedtext
Needles and Pins bedeutet sinngemäß übersetzt „wie auf Nadeln“ oder „auf glühenden Kohlen“; so fühlt sich der Erzähler im Liedtext, nachdem er ein Mädchen gesehen hat. In seiner Autobiografie gibt Sonny Bono an, dass er zu der Gitarre von Jack Nitzsche sang und so die Melodie und den Text schuf.

## Jackie DeShannon-Version (1963)
Jackie DeShannon war die erste, die das Lied aufnahm; in den USA erreichte es im Mai 1963 Platz 84 der Billboard Hot 100 Singles. Obwohl es nur ein kleiner US-Hit war, erreichte DeShannons Aufnahme des Songs die Spitze der kanadischen Charts und landete 1963 auf Platz 1 der CHUM-Charts.

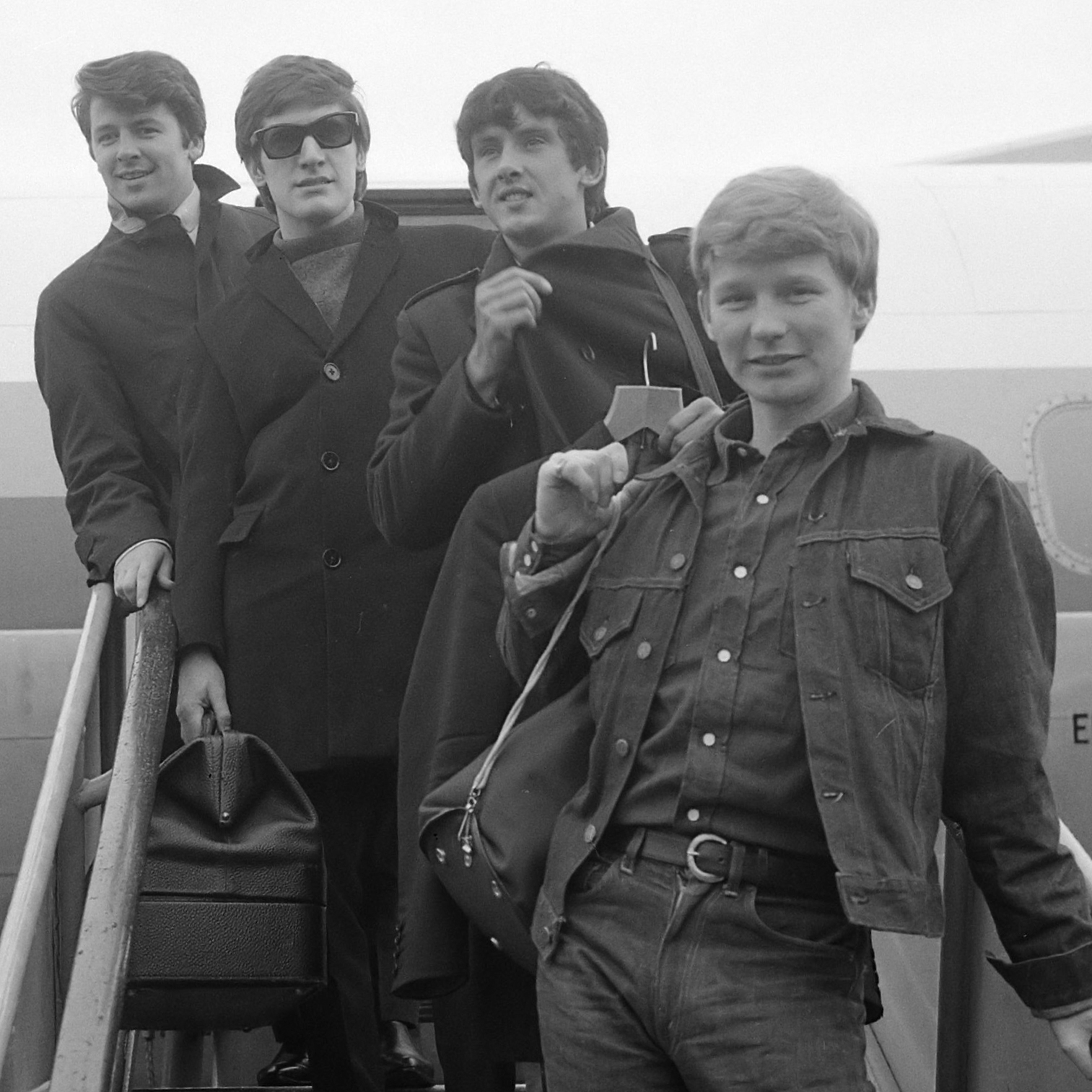
The Searchers (1965)

## Version von The Searchers (1964)
The Searchers veröffentlichten im Januar 1964 die bekannteste Version des Liedes als Single. Sie gelangte im Vereinigten Königreich, in Irland und Südafrika auf Platz eins und in den Vereinigten Staaten auf Platz 13 der Billboard Hot 100 Singles. Bald darauf, im April 1964, erschien Needles and Pins auf dem nächsten Album It's the Searchers.
The Searchers nahmen auch die deutsche Version Tausend Nadelstiche auf.
Ein Teil dieser Version ist als Intro des Songs Use the Man auf dem Album Cryptic Writings der Metal-Band Megadeth zu hören (nicht jedoch in der remasterten Version).